# Condado de Boundary
El condado de Boundary (en inglés: Boundary County), fundado en 1915, es uno de los 44 condados del estado estadounidense de Idaho. En el año 2000 tenía una población de 9871 habitantes con una densidad poblacional de 3 personas por km². La sede del condado es Bonners Ferry.

## Geografía
Según la Oficina del Censo, el condado tiene un área total de 3311 km² (1278,4 mi²), de la cual 3287 km² (1269,1 mi²) es tierra y 24 km² (9,3 mi²) (0.74%) es agua.

### Condados adyacentes
- Condado de Lincoln - este
- Condado de Bonner - sur
- Condado de Pend Oreille - oeste
- Distrito Regional de Central Kootenay (Columbia Británica) - norte

### Carreteras
- - US 2
- - US 95
- - SH-1

## Demografía
En el 2000 la renta per cápita promedia del condado era de $$31 250, y el ingreso promedio para una familia era de $36 440. En 2000 los hombres tenían un ingreso per cápita de $31 209 versus $18 682 para las mujeres. El ingreso per cápita para el condado era de $14 636. Alrededor del 20% de la población estaba bajo el umbral de pobreza nacional.

## Comunidades

### Ciudades
- Bonners Ferry
- Moyie Springs

### Comunidades no incorporadas
- Copeland
- Naples
- Porthill